# Magnatenhaus

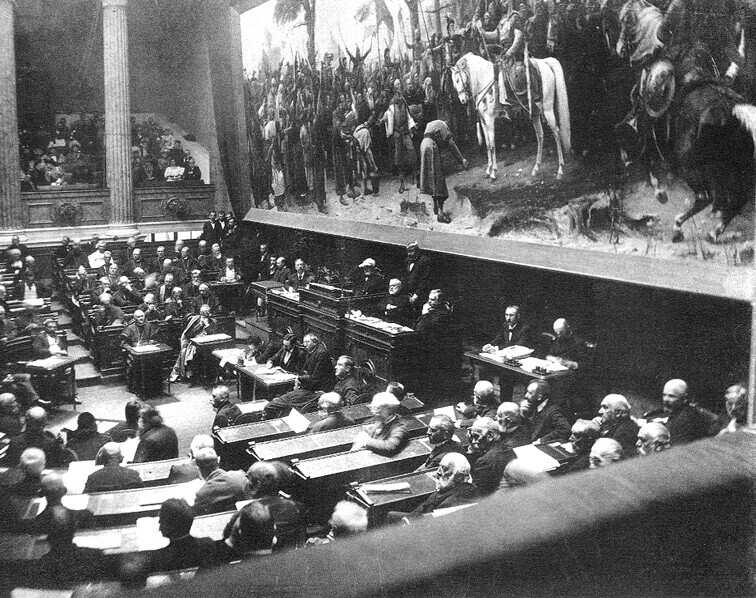
Tagung des Magnatenhauses 1894

Das Magnatenhaus (Főrendiház), auch Magnatentafel genannt, war bis 1918 die erste Kammer des Reichstags im Königreich Ungarn, dem ungarischen Teil der 1867 geschaffenen Doppelmonarchie Österreich-Ungarn. Die zweite Kammer bildete das gewählte Abgeordnetenhaus (Képviselőház).

## Entwicklung und Struktur
Die größte Mitgliedergruppe und daher Namensgeber waren die ungarischen Magnaten. Im Zuge der Revolution von 1848 wurde in Gesetzesartikel IV festgelegt, dass Präsident und Vizepräsident des Magnatenhauses vom König ernannt werden. Die Kammer bestand seit alters her aus fast 900 erblichen Magnaten, die zum Teil verarmt waren. 1885 wurde der Gesetzesartikel VIII beschlossen, der die Anzahl der Mitglieder des Magnatenhauses auf etwa die Hälfte beschränkte.
Ungarische Adelige waren im Herrenhaus, dem Oberhaus des österreichischen Reichsrates, nicht vertreten. Die 1861–1866 teilnahmeberechtigten magyarischen Aristokraten hatten sich größtenteils ferngehalten, da sie den Einheitsstaat Kaisertum Österreich ablehnten; ihre Wünsche wurden beim Ausgleich 1867 erfüllt, bei dem die Doppelmonarchie Österreich-Ungarn entstand.
Die 453 Mitglieder des Magnatenhauses setzten sich 1904 aus folgenden Gruppen zusammen:
- 16 volljährige Erzherzöge (föherczeg) als Prinzen des königlichen Hauses;
- 273 mindestens 24-jährige Oberhäupter von im Gesetz von 1885 aufgezählten fürstlichen, gräflichen und freiherrlichen Familien, die jährlich mindestens 3000 Gulden (ab 1892: 6000 Kronen) Grund- und Haussteuer zahlten;
- 13 weitere Erbadelige;
- 19 Personen kraft Amtes: die Bannerherren des Königreichs sowie der Graf von Pressburg, die zwei Kronhüter, der Gouverneur von Fiume, die zwei Präsidenten der königlichen Kurie und der Präsident des königlichen Tafelgerichtes;
- 42 Vertreter von Religionsgemeinschaften: die vier römisch-katholischen Erzbischöfe, der griechisch-katholische Erzbischof, der serbische Patriarch und der rumänische Metropolit der orthodoxen Kirche, die zwei griechisch-orientalischen Erzbischöfe, weitere Bischöfe und einige andere Prälaten, der Bischof und der Oberkurator der unitarischen Kirche, die drei amtsältesten Bischöfe der reformierten (H.B.) und die drei amtsältesten Bischöfe der lutherischen (A.B.) Kirche und sechs weitere Vertreter aus diesen beiden Kirchen;
- 50 vom König auf Lebenszeit ernannte und 23 vom Haus selbst ausgewählte Mitglieder;
- drei Delegierte des kroatisch-slawonischen Landtages (mit Stimmrecht nur in Angelegenheiten, die das Königreich Ungarn und das Königreich Kroatien und Slawonien betrafen; dies waren Finanzen, Handel, Verkehr, Militär);
- 14 weitere Mitglieder.

Der Präsident und nunmehr zwei Vizepräsidenten wurden nach der Reform von 1885 weiterhin vom König ernannt, nunmehr auf Vorschlag des Ministerpräsidenten. Amtssprache war Ungarisch. Gesetze kamen nur zu Stande, wenn sie in beiden Häusern des ungarischen Reichstages die Mehrheit fanden und vom König ratifiziert wurden.

## Funktion des Hauses

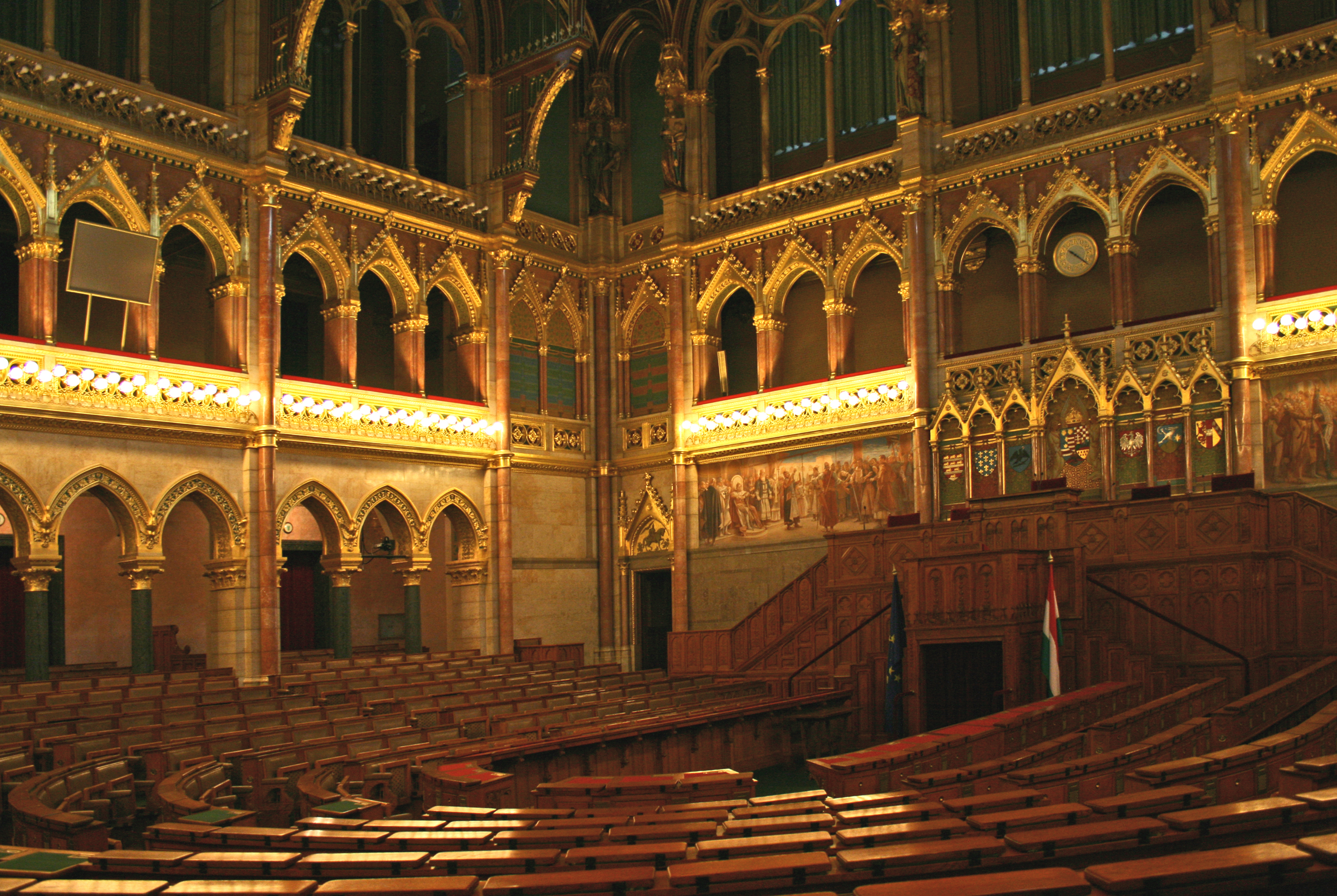
Sitzungssaal des Magnatenhauses im Parlamentsgebäude von Budapest

Das Magnatenhaus wird heute als zumeist retardierende Instanz der ungarischen Innenpolitik bewertet. Es lehnte Beschlüsse des Abgeordnetenhauses, die ihm zu wenig konservativ erschienen, nicht selten ab. Mehrere Male half König Franz Joseph I., die Wünsche der gewählten Abgeordneten durchzusetzen, indem er mittels Pairsschubs fortschrittliche Mitglieder für das Magnatenhaus ernannte. Dies war zum Beispiel der Fall, um 1895 in Gesetzesartikel XLII die volle Rezeption (die staatliche Anerkennung und Unterstützung) der jüdischen Religion durchzusetzen. Im Streit um die vom Magnatenhaus vorerst abgelehnte obligatorische Zivilehe nahm der König andererseits keinen Pairsschub vor; das Haus kam nach längerem von selbst zu einem positiven Beschluss, der die Einführung 1894 ermöglichte.
Das Magnatenhaus entsandte Mitglieder in die Delegation des ungarischen Reichstags, die jährlich parallel und in derselben Stadt, aber nicht gemeinsam mit der Delegation des österreichischen Reichsrats über die gemeinsamen Angelegenheiten beider Teile Österreich-Ungarns (Außenpolitik, Kriegswesen und deren Finanzierung) und die dazu 1867 definierten drei gemeinsamen Ministerien zu beschließen hatte, wie dies in Ungarn und in Österreich in übereinstimmenden Gesetzen beschlossen worden war (siehe Delegationsgesetz). Die beiden Delegationen tagten, jährlich abwechselnd, in Budapest und in Wien. Ebenso war das Magnatenhaus in der Deputation vertreten, die etwa alle zehn Jahre mit ihrem österreichischen Gegenstück über die Aufteilung der Kosten der gemeinsamen Angelegenheiten zwischen Cis- und Transleithanien zu beschließen hatte. Alle Beschlüsse bedurften zu ihrem Inkrafttreten der Genehmigung des Königs.
Nach der Niederlage Österreich-Ungarns im Ersten Weltkrieg wurde das Magnatenhaus von der Regierung Károlyi, die im Zuge der bürgerlichen Asternrevolution im November 1918 die Republik Ungarn ausrief, abgeschafft, erlebte aber 1927 unter Reichsverweser Miklós Horthy als Oberhaus (felsőház) eine teilweise Wiederauferstehung.